# Eunice weintraubi
Eunice weintraubi är en ringmaskart som beskrevs av Lu och Fauchald 1998. Eunice weintraubi ingår i släktet Eunice och familjen Eunicidae.
Artens utbredningsområde är Mexikanska golfen. Inga underarter finns listade i Catalogue of Life.